# Музей кораблів вікінгів (Роскілле)
Музей кораблів вікінгів (дан. Vikingeskibsmuseet) — національний корабельний музей Данії у Роскілле, в якому демонструються човни доісторичного та середньовічного періоду.
Головною складовою музею є постійна експозиція Скулелевських кораблів, п'яти оригінальних кораблів вікінгів, викопаних неподалік в Роскіллє-фіорді у 1962 році. Музей також активно здійснює наукові та експериментальні дослідження у галузі морської історії, підводної археології та експериментальної археології. Тут проводяться різноманітні наукові конференції, а при музеї працює наукова бібліотека.

## Оригінальні кораблі вікінгів

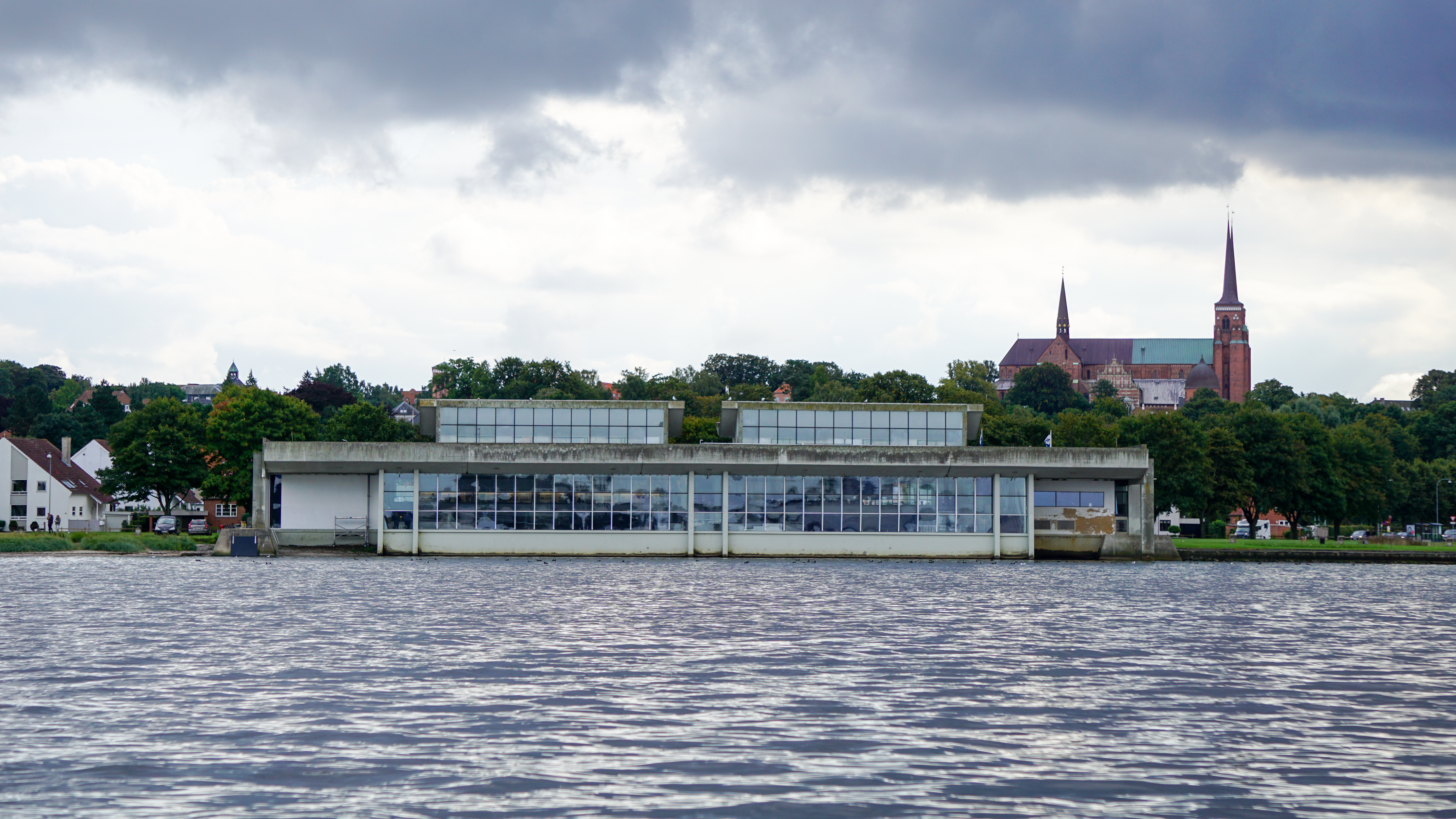
Берегова частина Музею кораблів вікінгів, вид зі сторони Роскілле-фіорду

Близько 1070 року п'ять кораблів вікінгів були навмисно потоплені в гавані Скулелева у наймілкішій частини Роскілле-фіордіа, щоб перекрити найважливіший фарватер і захистити Роскілле від нападу ворога з моря. Ці кораблі, пізніше відомі як Скулелевські кораблі, були розкопані в 1962 році. Виявилося, що це кораблі відносились до п'яти різних типів — від торгових до військових.
Музей кораблів вікінгів на березі Роскілле-фіорда був побудований у 1969 році спеціально з метою експонування п'яти нещодавно виявлених Скулелевських кораблів.
Оригінальні Скулелевські кораблі вікінгів є головною тематикою музею, але тут також можна відвідати невелику виставку про Роскільські кораблі та різноманітні тимчасові виставки ширшої тематики.

## Роскільські кораблі
Наприкінці 1990-х років, під час земляних робіт для розширення верфі Музею кораблів вікінгів, прямо поруч з будівлею музея було виявлено залишки ще дев'яти кораблів середньовічного періоду, які отримали назву Роскілльські кораблі. Це стало найбільшим одночасним відкриттям стародавніх кораблів у Північній Європі. Більшість із знайдених кораблів були датовані періодом Високого середньовіччя, що настав відразу після Доби вікінгів (1060—1350 роками), але корабель Роскілле-6 датується 1025 роком нашої ери і є найдовшим кораблем вікінгів, знайденим дотепер — він був близько 37 метрів завдовжки. Усі кораблі, крім Роскілле-8, були розкопані, а їхні останки знаходяться в Національному музеї Данії (Роскілле-6 виставлено в експозиції, решта зберігається в сховищі).

## Реконструйовані кораблі вікінгів та історичні човни

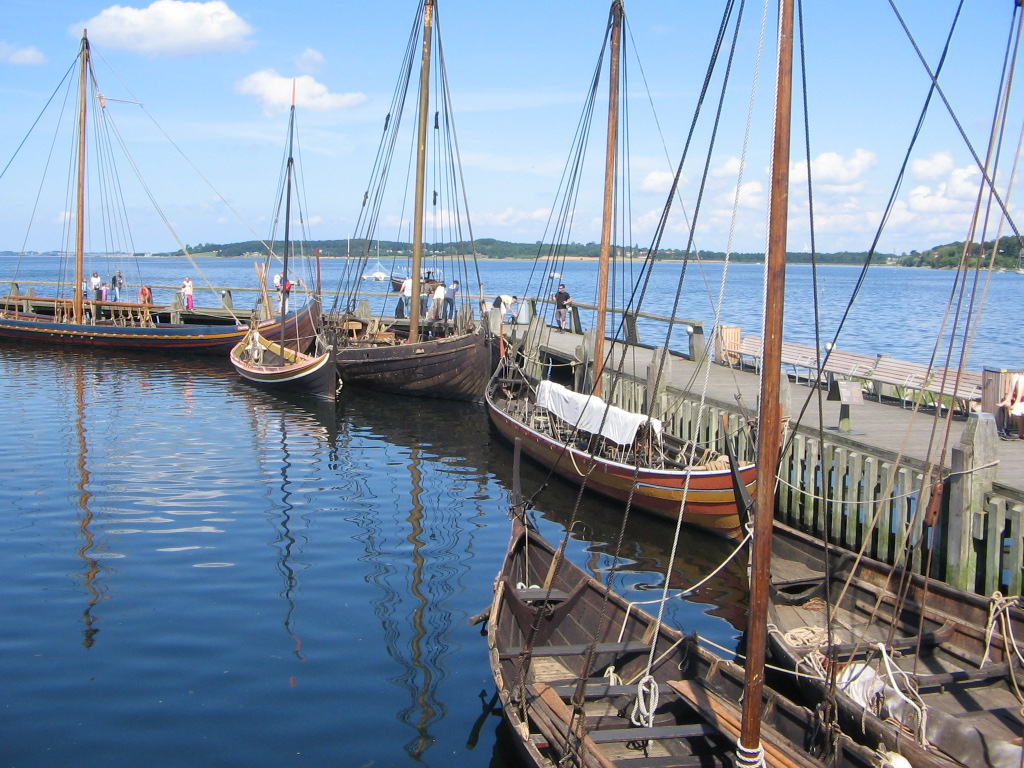
Музей кораблів вікінгів містить велику колекцію автентичних історичних човнів і реконструкцій з усієї Скандинавії.

Музей кораблів вікінгів має давню традицію реконструкцій кораблів вікінгів і будівництва човнів, а також збирає цікаві човни з усієї Скандинавії. Зараз колекція човнів у музеї налічує понад 40 суден, а пов'язана з ними суднобудівна верфь постійно будує нові кораблі оригінальними методами в рамках процесу експериментального вивчення археології. Тут можна спостерігати за процесом суднобудування або особисто взяти у ньому участь. Верф розташована на невеликому острові, відомому як Museumsøen (Музейний острів), з'єднаному з головними виставковими будівлями музею підйомним мостом.
Кожного літа кілька човнів спускають на воду для тривалих морських подорожей, щоб накопичити більше знань про техніку мореплавання та умови життя вікінгів.

## Галерея

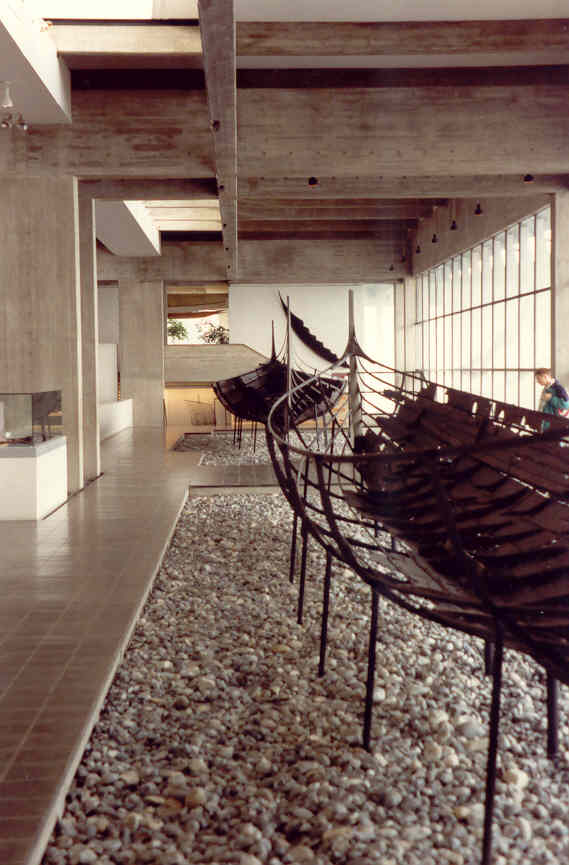
Експозиції музея
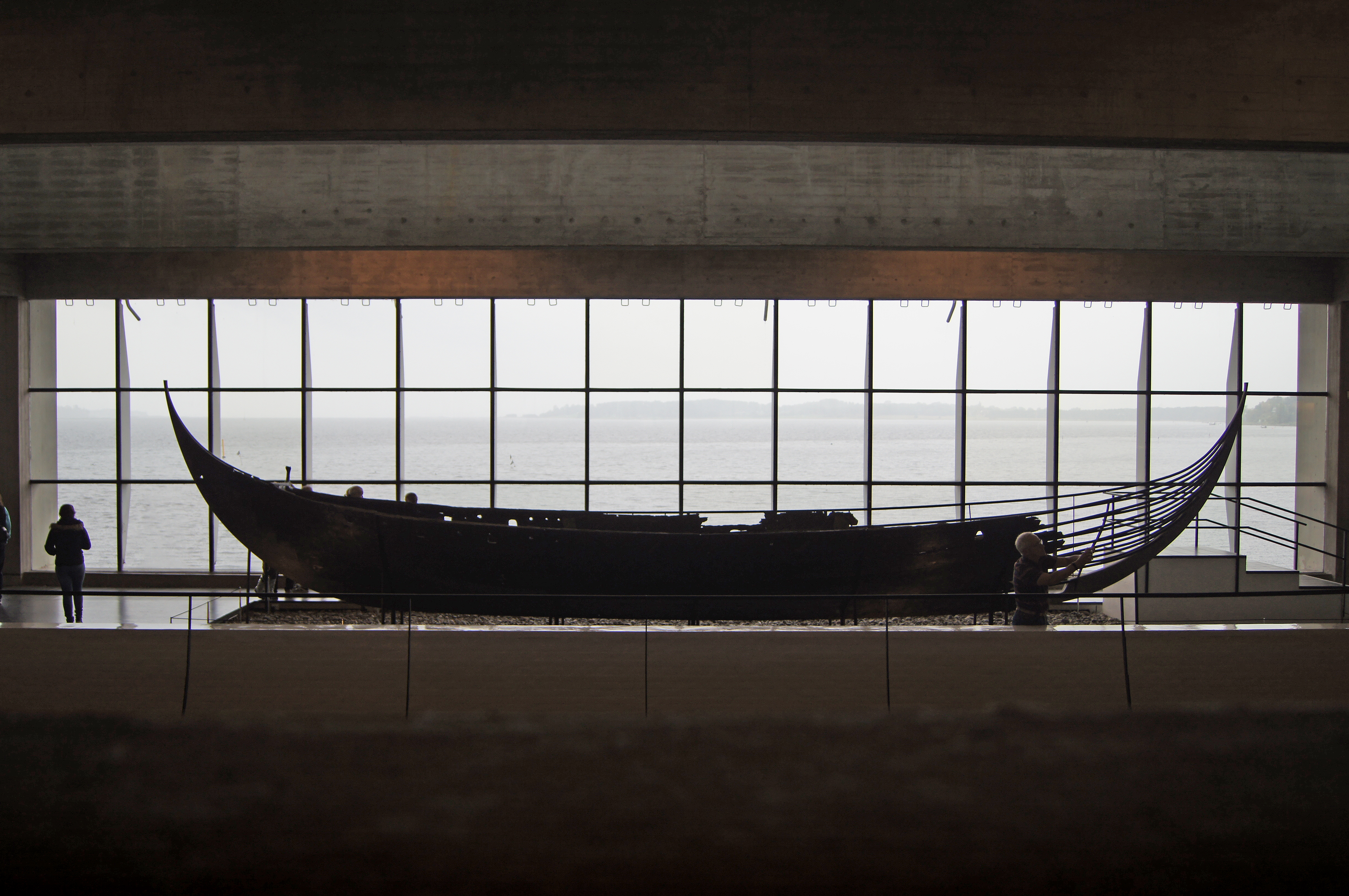
Силует оригінального корабля вікінгів.
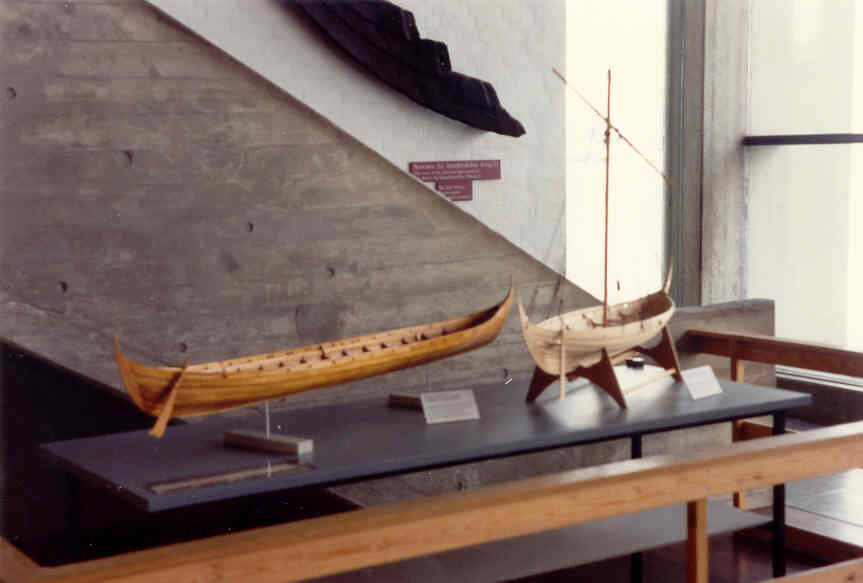
Маломасштабні копії.
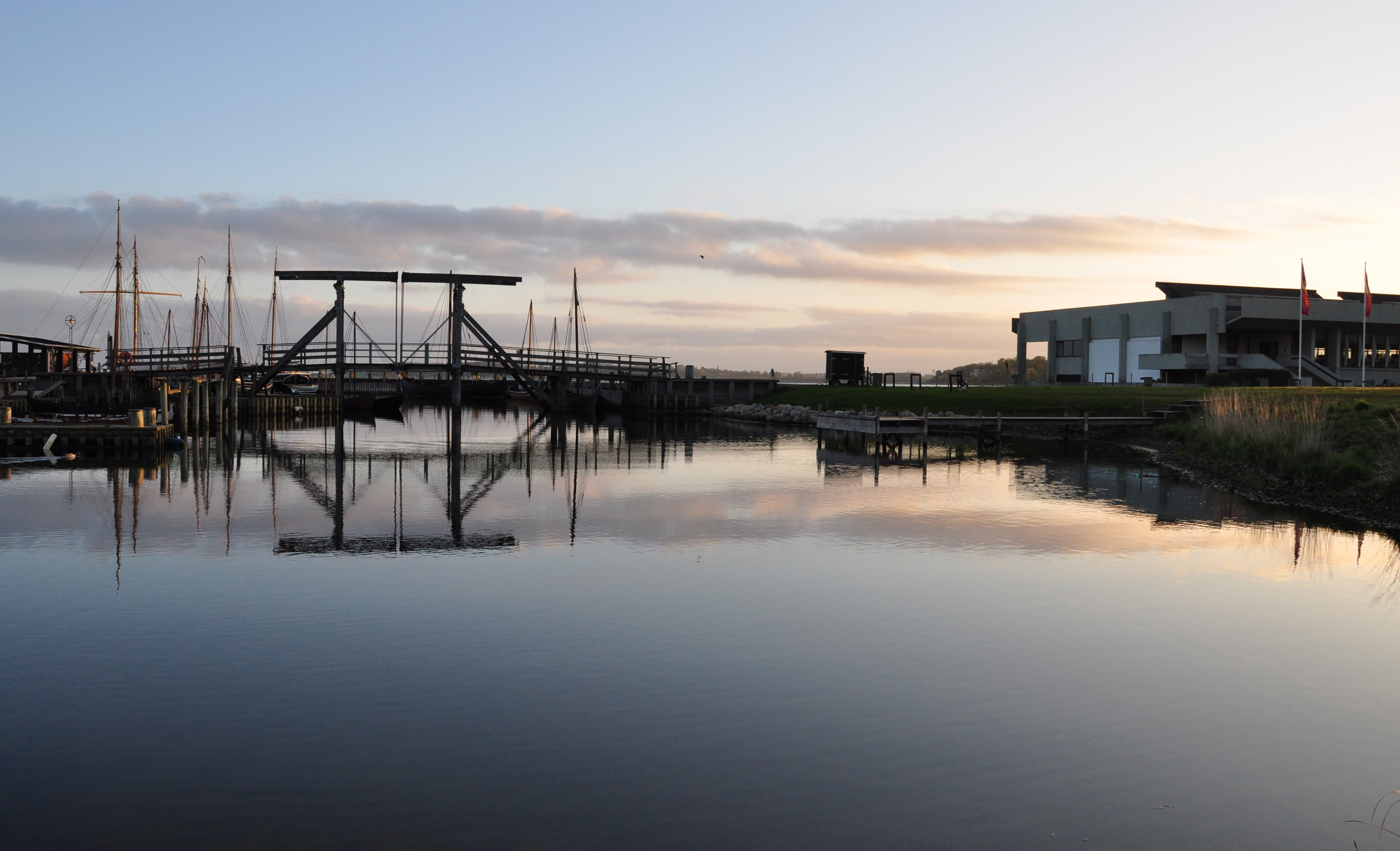
Міст до верфі Museumsøen.
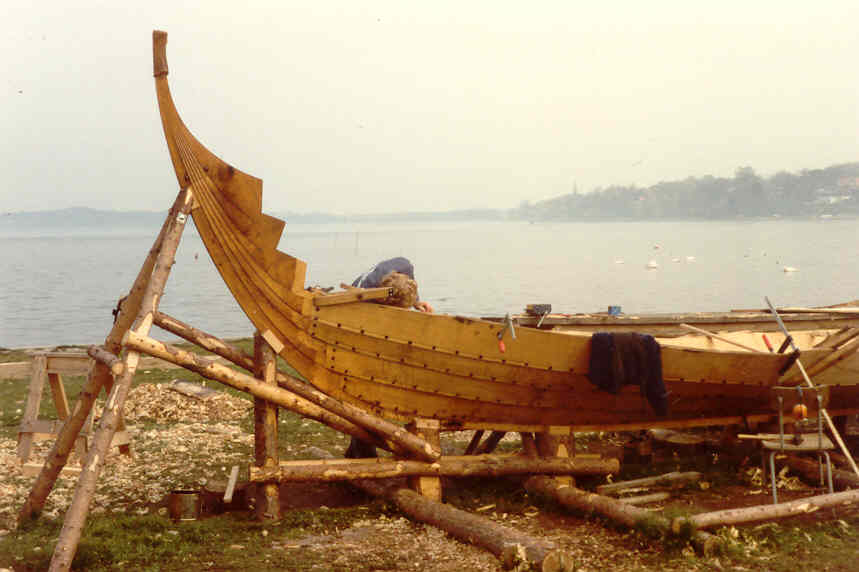
Реконструкція Скулделєва 5 (1991).
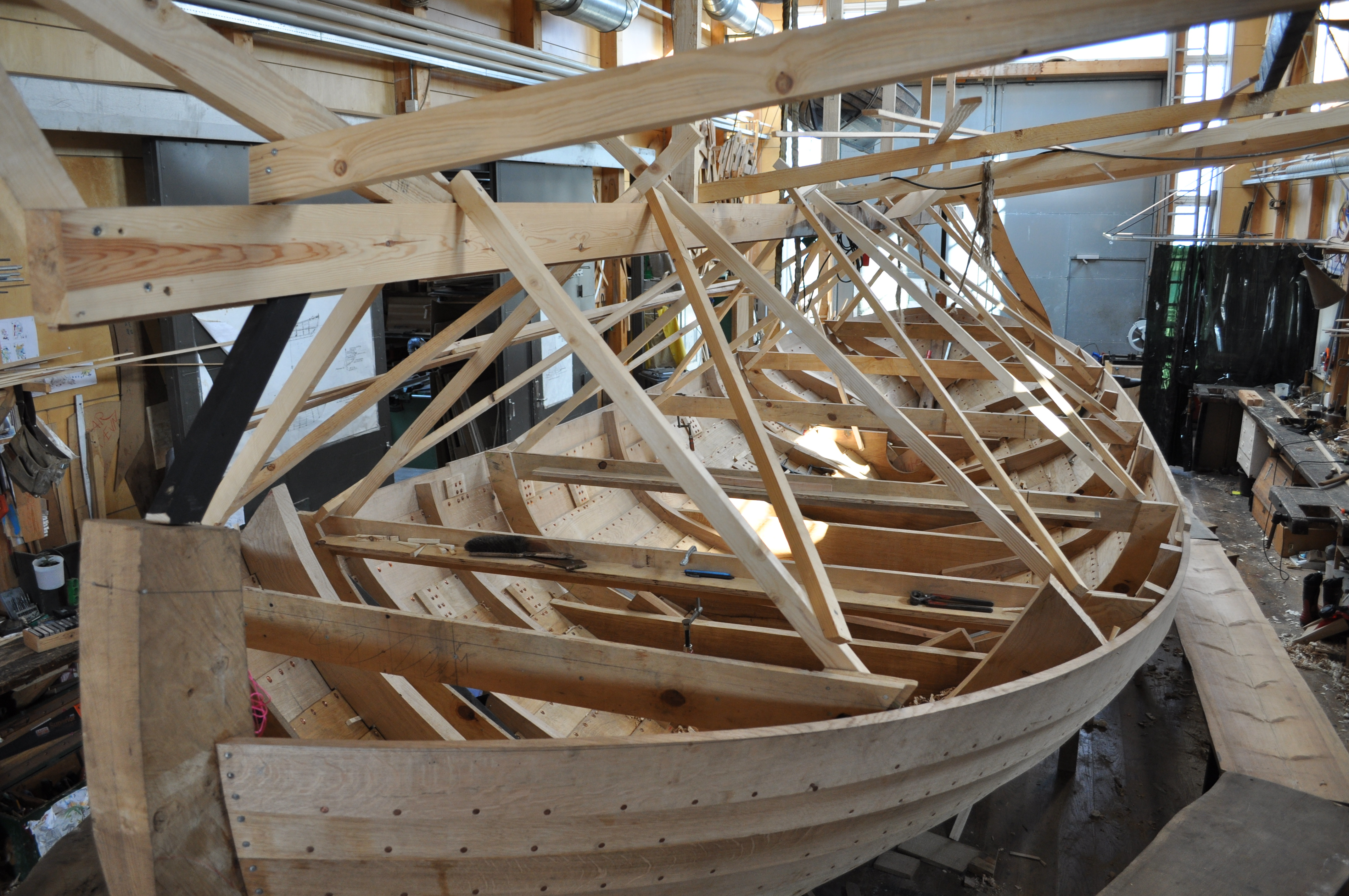
Будівництво човнів у майстернях.
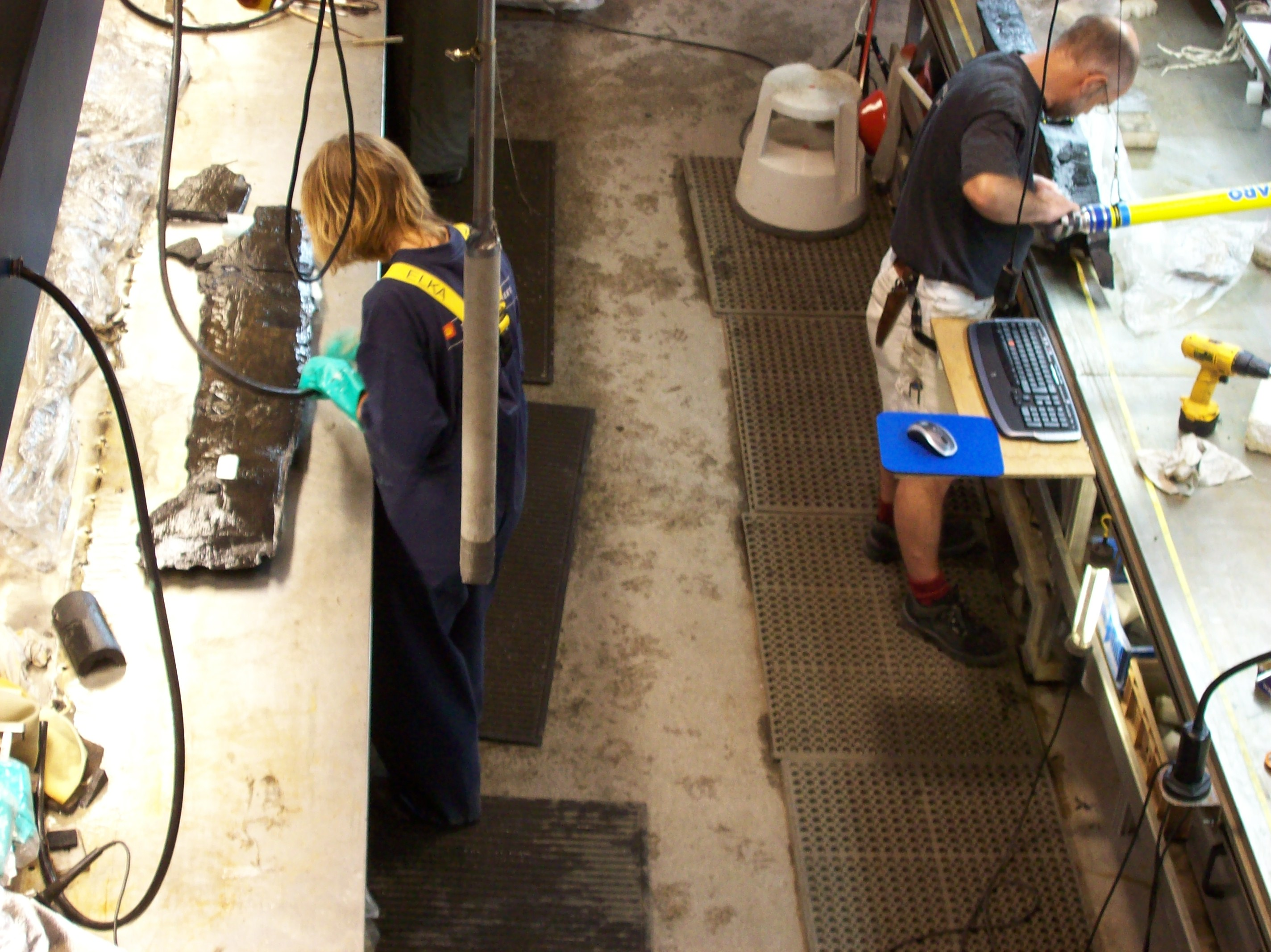
Збереження археологічних залишків.
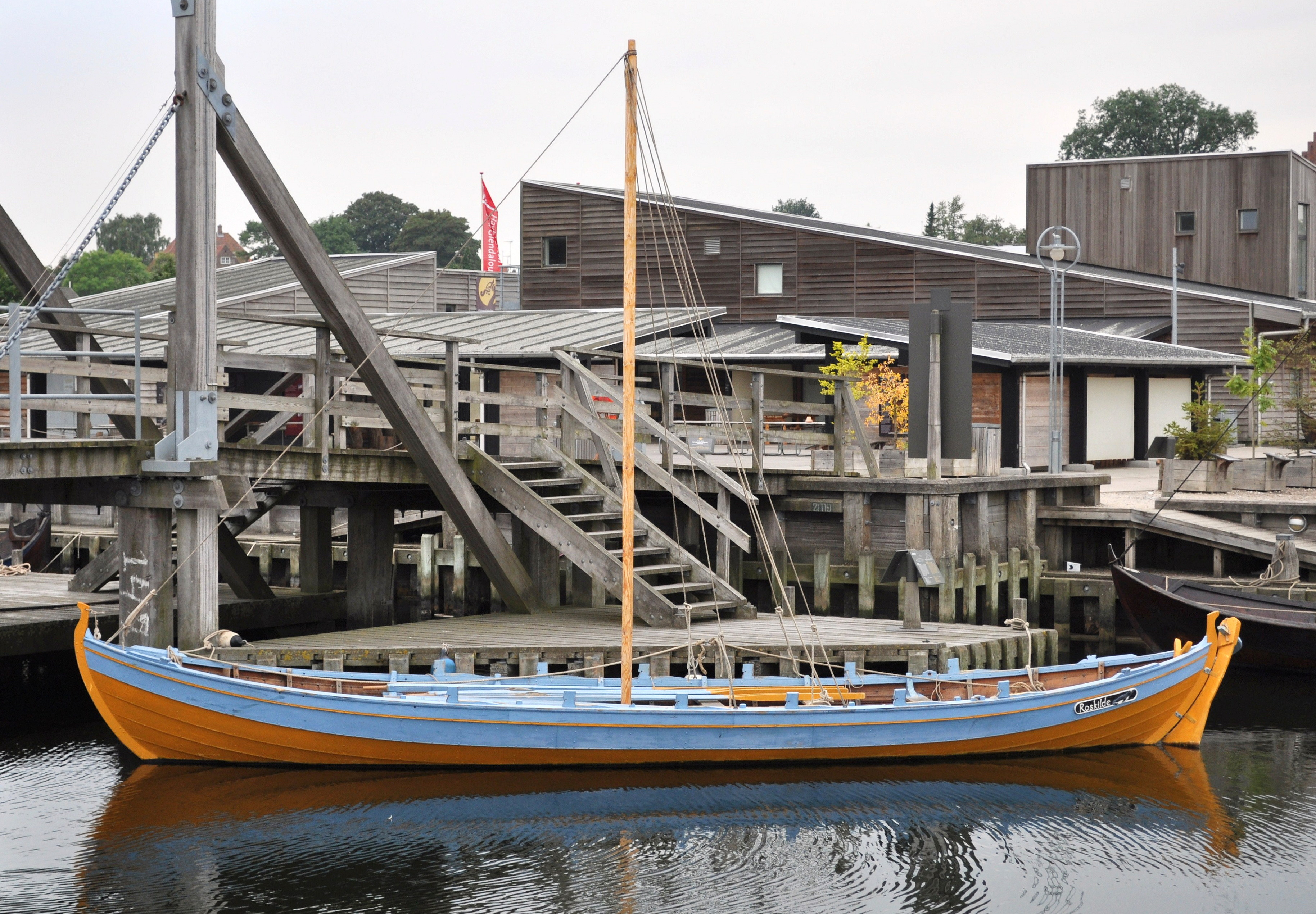
На верфі Museumsøen будуються повномасштабні реконструкції оригінальних кораблів.